# Treene
Die Treene (plattdeutsch Treen, dänisch: Trene(n); zur Namensgebung siehe Treia) ist ein nördlicher und orographisch rechter Nebenfluss der Eider im Landesteil Schleswig im Bundesland Schleswig-Holstein. Die Treene gehört damit zur Flussgebietseinheit Eider.

## Geomorphologie

### Entstehung
Der Oberlauf der Treene bis zum weichselkaltzeitlichen Eisrand bei Oeversee entstand vor etwa 14.000 Jahren im Zuge des Zurückweichens der weichselkaltzeitlichen Gletscher durch abfließendes Schmelzwasser. Eine subglaziale Voranlage unter dem Eis ist wahrscheinlich. Der Oberlauf der Treene, der weitgehend eine Ost-West-Fließrichtung verfolgt, gehört damit zum Schleswig-Holsteinischen Hügelland. Am östlichen Rand der Schleswigschen Geest ändert sich die Fließrichtung nach Süden. Dort tritt die Treene auf den weichselzeitlichen Sander aus, weshalb ihr Mittel- und Unterlauf als erdgeschichtlich älter und vermutlich als hochglazial einzustufen sind.

### Auensedimentation
Neuere Untersuchungen zum prähistorischen und historischen Sedimentationsverhalten der Treene belegen einen starken Sedimentationsschub seit dem Spätmittelalter und der Frühen Neuzeit bis heute. Dieser wird mit einer Intensivierung der Landwirtschaft in ihrem Einzugsgebiet und zum Teil mit Waldrodungen begründet. Die vorgefundenen Auensedimente sind im unteren Mittellauf älter als im oberen Mittellauf, wo sie fast flächendeckend ein Talniedermoor bedecken.

## Geschichte
Im Jahr 1422  wurde das Gewässer als Treia erstmals schriftlich erwähnt. Der Name geht wohl auf die nordische Grundform *Tréá zurück, eine Zusammensetzung aus den Wörtern tré „Holz, Baum“ (vgl. engl. tree) und dem Grundwort á „Ache, Fluss, Fließgewässer“ (vgl. -ach).
Die Kaufleute in dem an der Schlei gelegenen Haithabu nutzten Hollingstedt an der Treene als ihren „Nordseehafen“. Ab Hollingstedt war die Treene schiffbar, über die Eider bestand Zugang zur Nordsee. Zwischen Haithabu und Hollingstedt wurden die Handelswaren über Land auf Ochsenkarren transportiert.
Bis weit ins Mittelalter erstreckte sich das Tal von Treia südwärts bis an den Stapelholmer Höhenrücken und dann westwärts bis zur Halbinsel Eiderstedt.
Bei der Zweiten Marcellusflut des Jahres 1362 brach das Meer nordöstlich des Ortes Uelvesbüll in den Witzwort-Lundenberger Sandwall ein, wodurch eine Verbindung zwischen Hever und Eider entstand. Diese Verbindung trug den Namen Nordereider. Im Rahmen der Landgewinnung in den folgenden Jahrhunderten wuchs Everschop wieder mit den Harden Utholm und Eiderstedt zur Halbinsel zusammen, wodurch die Nordereider wieder verschwand.

## Verlauf

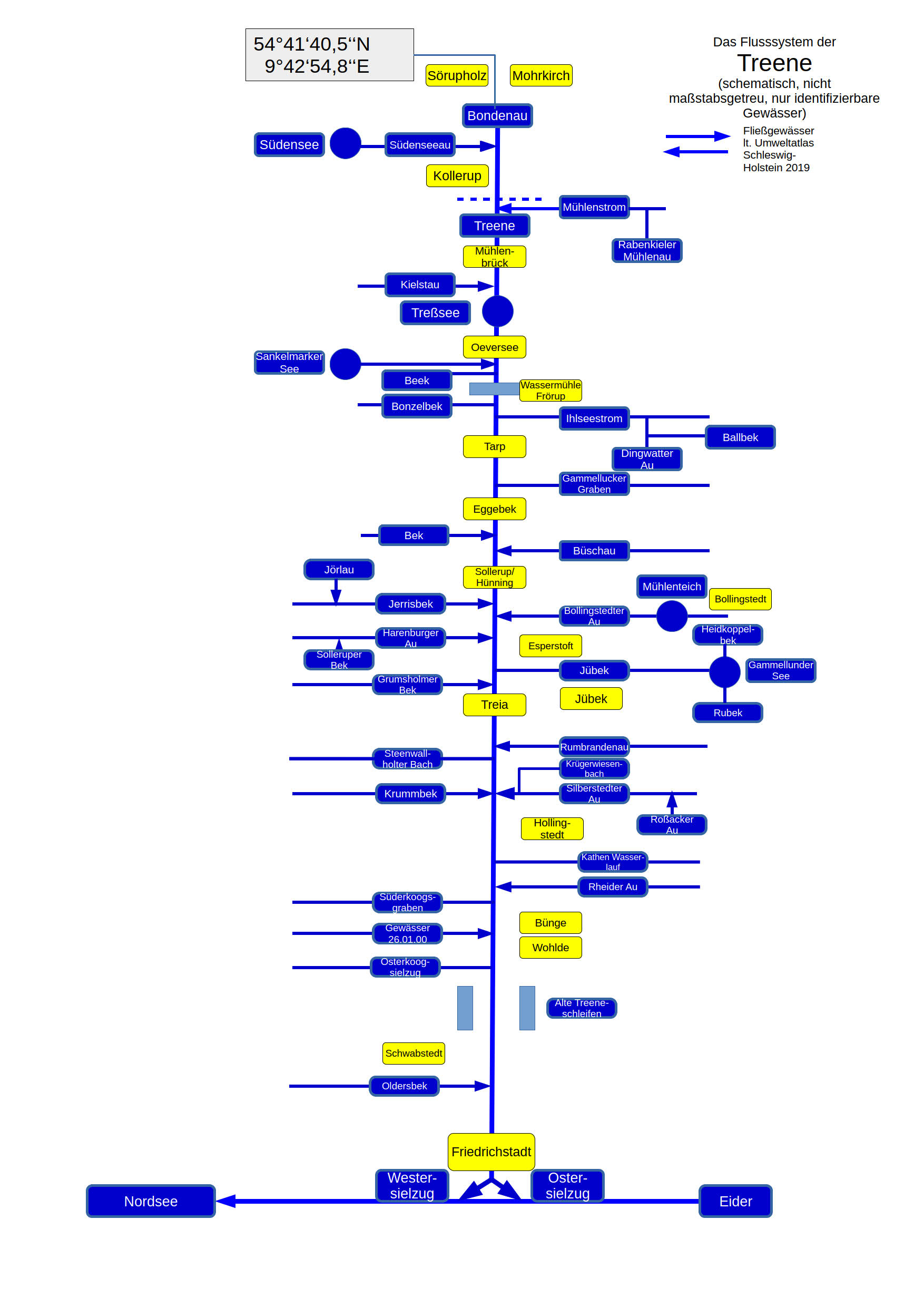
Das Flusssystem der Treene (schematisch)

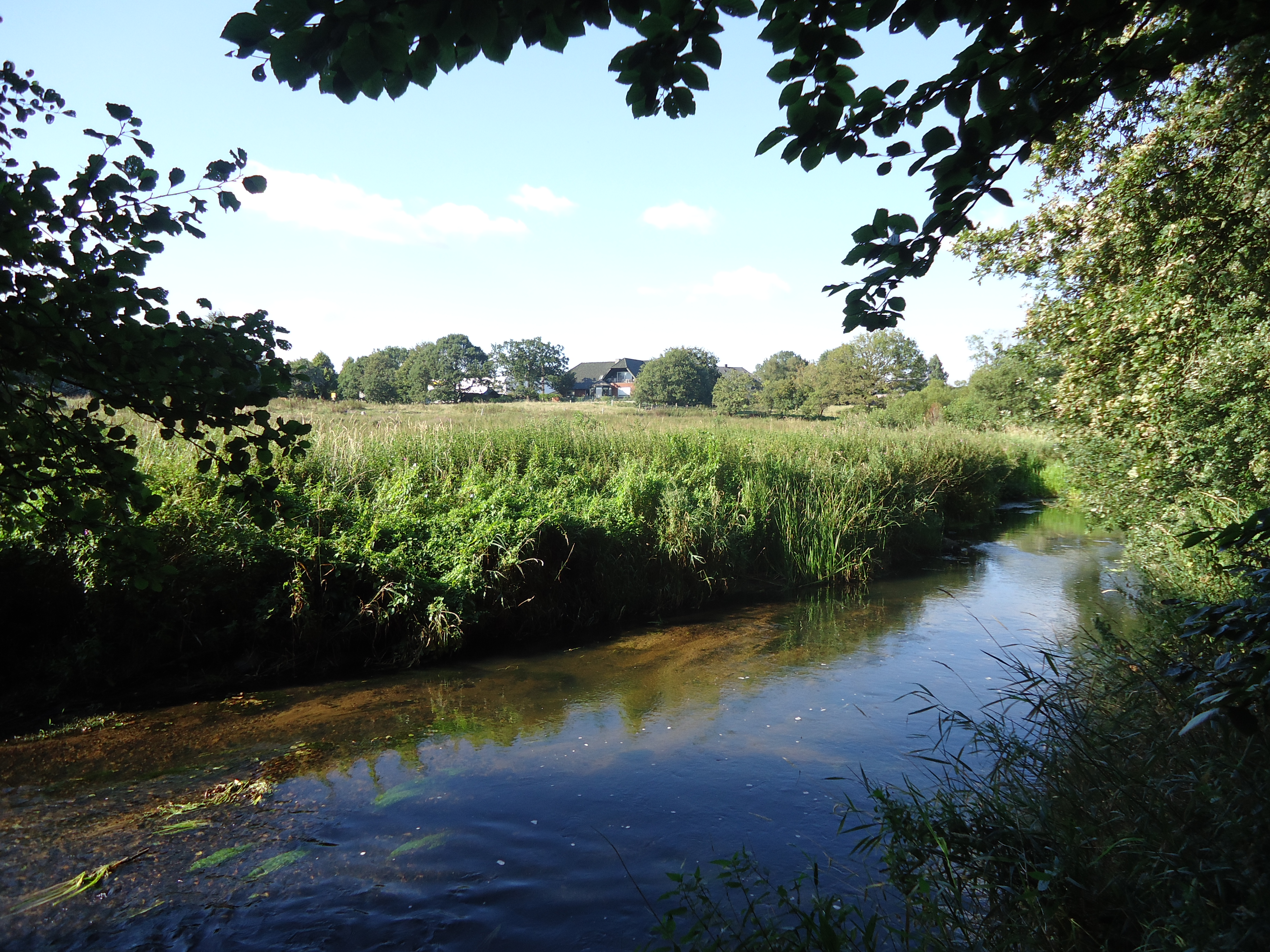
Der Oberlauf der Treene bei Oeversee

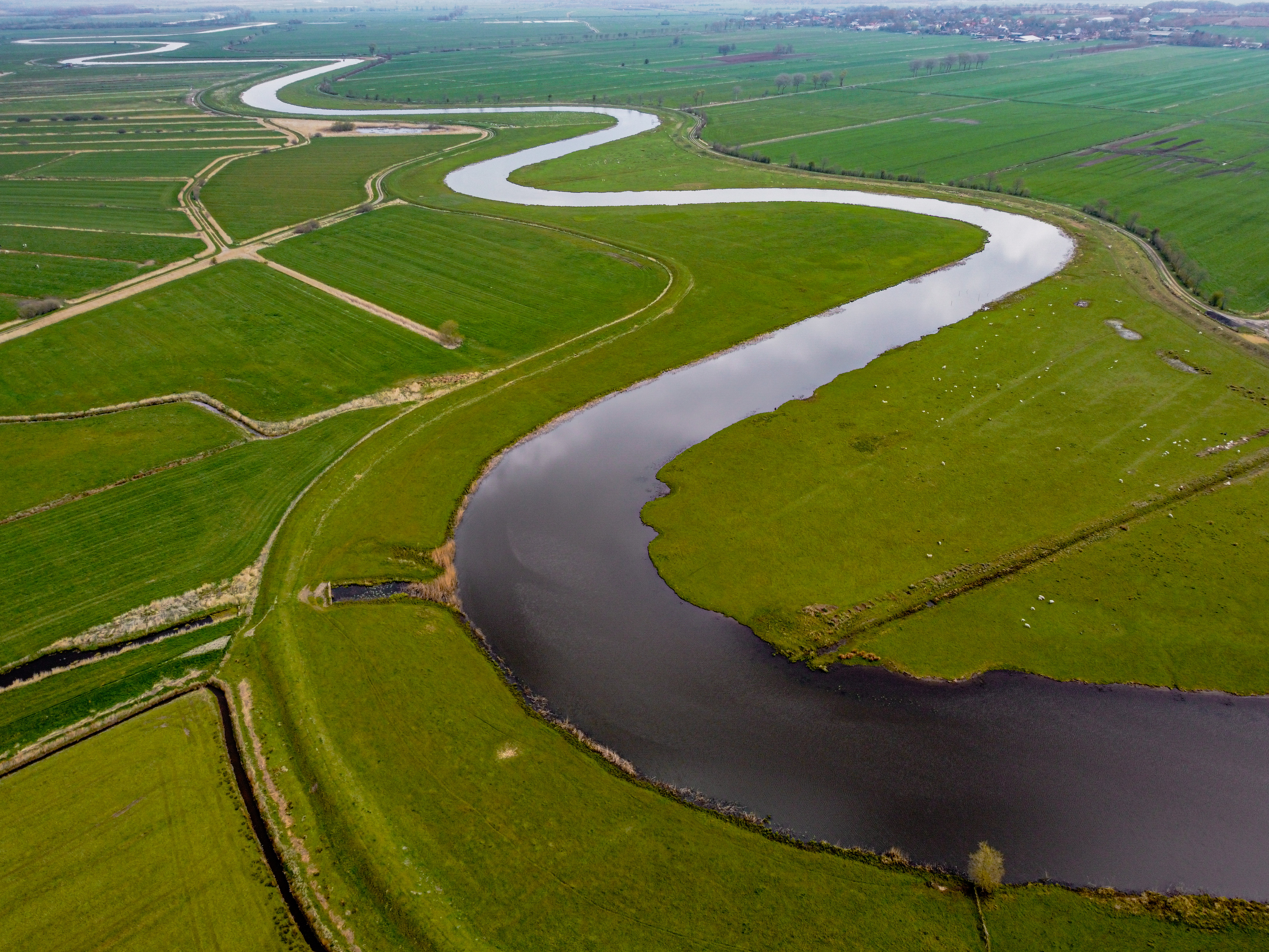
Treenemäander bei Schwabstedt

Üblicherweise werden die Bondenau und die Kielstau (gesprochen „Kielst-Au“, teilweise auch Kielsau, Kiels-Au, dänisch Kilså) als die beiden Quellflüsse der Treene angegeben, die dann mit dem Ausfluss aus dem Treßsee beginnt. Jedoch mündet die Kielstau nicht mehr direkt in den Treßsee, sondern heutzutage in die Bondenau, etwa 500 m vor deren Mündung in den Treßsee. Und in den aktuellen Karten steht auch an der Bondenau der Name Treene.
Die 20,43 km lange Bondenau und mit ihr die Treene entspringt nahe der Nordsee-Ostsee-Wasserscheide in einer Höhe von etwa 50 m ü. NHN im Norden der Gemeinde Mohrkirch zwischen deren Ortsteil Pattburg und dem Nachbarort Ahneby.
Hydrologisch wie hydrografisch ist eindeutig die oberhalb der Kielstau-Mündung 19,64 km lange (davon 19,07 km klassifiziert) Bondenau der Quellfluss der Treene. Ihr Einzugsgebiet oberhalb des Zusammenflusses (GKZ 95221 als oberster Abschnitt von 9522) misst 77,6 km², das der 17,17 km langen Kielstau (GKZ 95222) nur 48,5 km². Der langjährige mittlere Abfluss (MQ) der Bondenau am Pegel Mühlenbrück kurz oberhalb des Zusammenflusses beträgt mit 0,82 m³/s deutlich mehr als die Hälfte der 1,38 m³/s der Treene am Pegel Augaard 0,9 km unterhalb des Treßsees.
Traditionell begann der Name Treene am Treßsee zwischen Großsolt und Oeversee. Von dort sind es 73,4 km Flussstrecke bis zur Mündung in die Tideeider bei Friedrichstadt. Kurz vor der Mündung ist sie durch Siele gegen die Gezeiten abgeschirmt.
Vom Treßsee bis nach Tüdal durchfließt die Treene etwa 18 km lang das Naturschutzgroßprojekt Obere Treenelandschaft. Von der Bondenau bis zur Mündung in die Eider bei Friedrichstadt ist die Treene Teil des europäischen NATURA-2000-Schutzgebietes FFH-Gebiet Treene Winderatter See bis Friedrichstadt und Bollingstedter Au. Der Flussabschnitt von Langstedt bis nach Treia dient in einer Länge von 57 km als Paddelrevier.
Das linke Ufer der Treene gehört zwischen Treia und Friedrichstadt zur historischen Landschaft Stapelholm, die Westseite zum Gebiet der Schwabstedter Geest.

## Einzugsgebiet

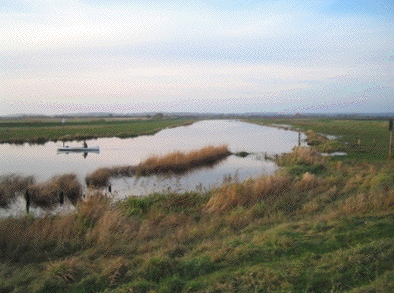
Untere Treene bei Wohlde

Das Einzugsgebiet der Treene hat eine Fläche von 797 km² sowie ein Niederungsgebiet von 76 km². Das Niederungsgebiet ist in der Lage, zusätzlich 11 Mio. m³ Wasser (Stand 1987) aufzunehmen. Bei Sturmhochwasser der Nordsee sinkt oftmals der Wasserspiegel der unteren Eider während des Tidenniedrigwassers nicht weit genug ab, um Wasser aus der Treene in die Eider abfließen zu lassen, zu sielen. Zuweilen betrifft das mehrere Ebben nacheinander. Dann staut sich das Oberwasser der Treene in deren breitem Unterlauf zwischen Schwabstedt und Friedrichstadt. Darum wurden dort in den 1960er Jahren die Deiche erhöht. Sie sind aber deutlich niedriger als die an der Eider unterhalb der Wehranlage und Schleuse Nordfeld und als das Eidersperrwerk.

## Wasserwirtschaft
Untersuchungen zufolge, kommt der Flussaue der Treene, ihrer Nutzung und Vegetationsbedeckung, eine Schlüsselrolle bei der Steuerung des Wasserstandes im Treßsee zu.
Um 1460 begann der Deichbau am Ostufer der unteren und der mittleren Treene mit dem 1½ km langen Deich an der Norderstapeler Marsch. Es folgten – stückweise – die Abschnitte von der Landspitze Seebüll an der Flussmündung über den Mildter Koog, das Sether Nordfeld, den Osterfelder Koog und die Norderstapeler Westermarsch.
Unbedeicht war schließlich nur noch das Watt- und Wiesengelände am Ostufer der Treene, von der neuen Flussmündung über Seebüll bis zum Mildter Koog. Unvollständig war die Deichlinie am Mittellauf der Treene, an der Ostseite der Schwabstedter Geest. Dort gab es nur ein paar Abschnittsdeiche.

### Abdämmung der Treene
Vor der Abdämmung der Treene musste deren Abfluss neu geregelt werden. Dazu baute man zunächst einen Deich entlang der Eider, von der Südspitze des Oldekoogs, über Seebüll hinweg, bis auf etwa halbe Länge in Richtung alte Treenemündung bei Saxfähre. Vier Siele (je 2,0 × 1,8 m) wurden in den Deich hineingebaut. Von dem vorgesehenen Staubecken der Treene ausgehend entstanden zwei Abzugsgräben, die auf halber Länge gabelten, so dass schließlich jeder der letztlich vier Gräben eines der Siele erreichte. Dadurch ließ sich die Entwässerung regulieren. Die Fortsetzungen der Gräben jenseits der Siele mündeten in die Eider.
Nachdem Eiderdeich und Siele fertig waren, baute man 1574 einen Durchschlag durch die Treene. Er führte vom (nördlichen) Treenedeich bei Koldenbüttel gerader Linie südwärts bis an das westliche Ende des eben erbauten Eiderdeiches. Der Damm, der den alten Treenelauf unterbrach, wurde ein paar hundert Jahre später zum Bahndamm. Heute steht dort der Friedrichstädter Bahnhof.

### Frühe Ergänzungen

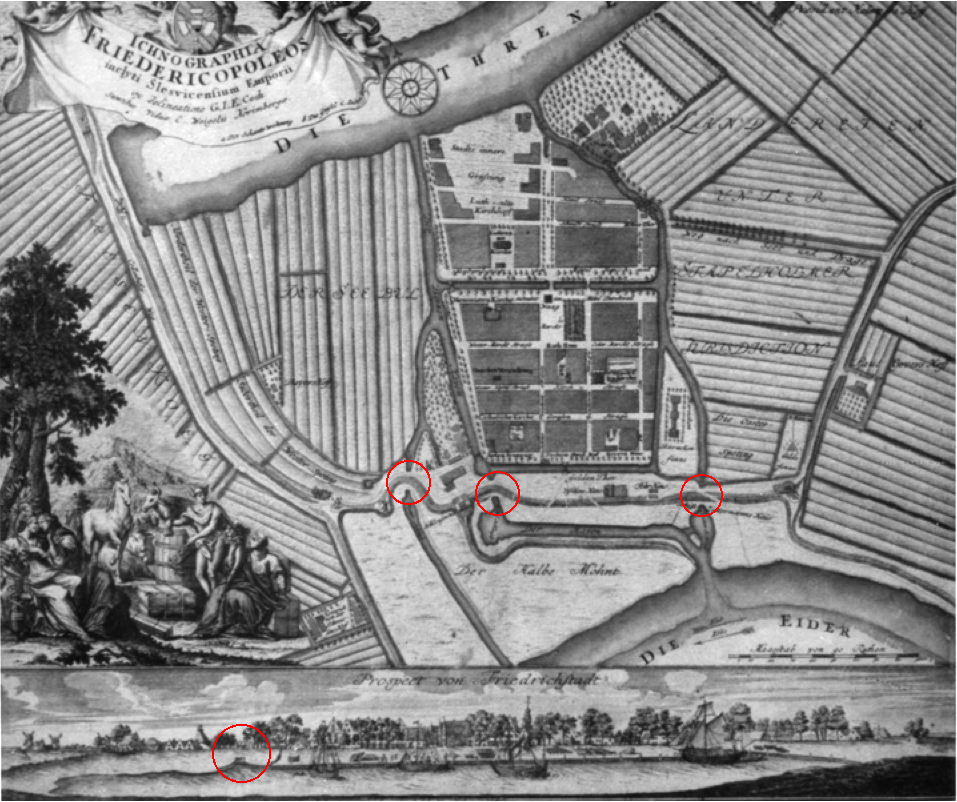
Friedrichstadt um 1750 (Siele nachträglich markiert), mittleres Siel auch im Panorama abgebildet

Die in der Marsch gelegene und Seebüll genannte Fläche, auf der Herzog Friedrich III. von Schleswig-Gottorf im Jahr 1621 Friedrichstadt gründen ließ, wurde 1573 durch die von Adolf von Schleswig-Holstein-Gottorf angeordnete Abdämmung der Treene geschaffen.
Vollendet wurde das Werk schließlich mit weiterer Verlängerung des Schleusendeiches westwärts durch die alte Treenemündung. Damit war die Eiderdeichlinie geschlossen. Hinter dem Deich entstand der Freesenkoog. Die Treeneabdämmung von 1573/74 war gelungen, es blieb jedoch das Problem des Binnenhochwassers.
Im 18. Jahrhundert hat man versucht, Treeneabfluss und Hochwasserschutz zu verbessern, eine Darstellung von Mitte des Jahrhunderts zeigt ein neues Siel westlich von Friedrichstadt. Dafür sind von den ursprünglich vier aus den Grachten am Stadtrand in den Hafen mündenden Siele zwei verschwunden.

### Hollingstedter Graft
Die Norderstapeler Bewohner wagten einen Selbsthilfeversuch durch den Bau eines Entlastungskanal von der Treene zur Sorge. Auf Anweisung der Landesherrschaft mussten sie den ohne Erlaubnis begonnenen Kanal wieder aufgeben. Der gescheiterte Versuch brachte jedoch einen Entlastungskanal in der Dörpstedter Niederung. Der als Hollingstedter Graft bekannt gewordene Graben hat allerdings nur fünfundzwanzig Jahre existiert:
Herzog Friedrich III. ließ die Hollingstedter Graft wieder zuschütten: Um die Grachten in Friedrichstadt nutzen zu können, musste nämlich ein höherer Flusswasserstand garantiert sein. Für den hohen Wasserstand im Friedrichstädter Hafen wurden Stauregelungen ausgehandelt. Nach vielen Konflikten erließ Herzog Friedrich III. die Stapelholmer Deichordnung von 1625.

### 20. Jahrhundert
Die Anlage des 1784 vollendeten Eider-Kanals und die Unterbrechung der Eider durch den Bau des 1895 eröffneten Nord-Ostsee-Kanals hatten zum Vordringen der Nordseetide bis nach Rendsburg geführt. Dies zu unterbrechen, wurde 1934–1936 die Wehranlage und Schleuse Nordfeld errichtet, die aber in der westlich verbleibenden Tideneider die Hochwasser noch weiteransteigen ließ. 1955/56 wurde dann der Deich bei Friedrichstadt vorverlegt. Dieser neue Deich hat nun zwei Durchlässe: Die größere Anlage befindet sich am westlichen Sielzug (Zuleitung zu Siel) und wird „Eiderschleuse“ genannt. Sie besteht aus einer Schifffahrtsschleuse und einer dreiteiligen Sielanlage. Die kleinere Anlage vor dem Ostrand der Altstadt wird „Spülschleuse“ genannt und besteht nur aus einem einzigen Siel. Die früheren Siele bestehen heute nicht mehr. Zum Schutz der Altstadt und ihrer Grachten vor Binnenhochwasser aus der Treene gibt es drei Stemmtore in der Hand des Eider-Treene-Verbandes:
- Abgang des Ostersielzugs aus dem Speicherbecken der Treene
- Abgang des Mittelburggrabens aus dem Westersielzug
- Abgang des Fürstenburggrabens aus dem Westersielzug

Der Eider-Treene-Verband, sowie die Wasser- und Bodenverbände mittlere Treene und obere Treene haben verschiedene Abschnitte des Flusslaufes bearbeitet:
- Anlegung von Poldern
- Begradigungen des Flussbettes
- Entschärfung der Flussbiegungen

Der Tidenverlauf des Zielgewässers Eider ist heute stark von Menschenhand beeinflusst. Um der Versandung der Tideneider gegenzusteuern, lässt man die Gezeitenströme nicht wie ursprünglich beabsichtigt ungehindert ein- und ausströmen, sondern versucht, durch ein spezielles Management der Öffnungs- und Schlusszeiten stoßweise forcierte Strömungen zu erzeugen. Im Mittel der letzten zehn Jahre beträgt der mittlere Tidenhub bei Friedrichstadt 216 cm, der mittlere Springtidenhub 232 cm, der mittlere Nipptidenhub 186 cm.

## Tierarten
Die Eider-Treene-Sorge-Niederung ist ein Rückzugsgebiet für Zugvögel, insbesondere für Weißstörche bei Bergenhusen.
Bei Friedrichstadt kommen verschiedene Fischarten vor, darunter Aal, Aland, Bachforelle, Brachse, Flussbarsch, Hecht, Karpfen, Rotauge, Wels, Zander, Meerforelle, Lachs, Bachneunauge und Rotfeder. Andere häufig vorkommende Tierarten sind die beiden eingeschleppten und ursprünglich nicht in Europa vorkommenden Krebsarten Chinesische Wollhandkrabbe und Kamberkrebs.

## Tourismus
In Schwabstedt existiert eine Flussbadeanstalt. Von der Kreisstraße 56 „Natobrücke“ bis zur Mündung kann die Treene auch mit motorisierten Sportbooten befahren werden; von Schwabstedt bis zur Mündung mit Segelbooten.
Es gibt einen Radwanderweg Eider-Treene-Sorge.